# Лейк-Чарлз (аэропорт)
Международный аэропорт Лейк-Чарлз имени Шеннолта (англ. Chennault International Airport), (ИАТА: CWF, ИКАО: KCWF, FAA LID: CWF) — международный гражданский аэропорт, расположенный в семи километрах к востоку от делового центра города Лейк-Чарлз (Луизиана), США. Аэропорт находится в собственности города Лейк-Чарлз.

## Общие сведения
Первоначально аэропорт носил название Военно-воздушная база Лейк-Чарлз, затем — Военно-воздушная база Шеннолт, и являлся аэропортом базирования 44-го бомбардировочного крыла Военно-воздушных сил США в 50-60-х годах прошлого века. Аэропорт получил своё название в честь генерал-лейтенанта ВВС Клэра Шеннолта, во время Второй мировой войны командовавшего знаменитой авиаэскадрильей «Летающие тигры».
Несмотря на то, что Международный аэропорт Шеннолт располагает всей необходимой инфраструктурой обслуживания пассажирских перевозок, регулярные коммерческие рейсы в настоящее время в аэропорту не выполняются. Основная миссия аэропорта заключается в «… в поддержке промышленного производства и эономическом стимулировании развития посредством торговых отношений, промышленного производства и научных исследований в области использования природных и человеческих ресурсов данного района, а также предоставлении возможности для трудоустройства населения».
Главными операторами Международного аэропорта Шеннолт являются американская военно-промышленная корпорация Northrop Grumman Corporation и компания Aeroframe Services, LLC, специализирующаяся на техническом обслуживании и капитальном ремонте самолётов европейского концерна Airbus. Фирма Chennault Jet Center эксплуатирует свою основную базу по техническому обслуживанию самолётов бизнес авиации и авиации общего назначения, а также обеспечивает чартерные перевозки в региональные и местные аэропорты, находящиеся поблизости Международного аэропорта Шеннолт. Грузовые рейсы в аэропорты юго-западной части Луизианы и южной части штата Техас выполняет авиакомпания Airborne Express на самолётах Douglas DC-9.

## Операционная деятельность
Международный аэропорт Шеннолт занимает площадь в 530 гектар, находится на высоте пяти метров над уровнем моря и эксплуатирует одну взлётно-посадочную полосу:
- 15/33 размерами 3262 х 61 метров с бетонным покрытием.

В период с 31 декабря 2005 по 31 декабря 2006 года Международный аэропорт Шеннолт обработал 52 976 операций взлётов и посадок воздушных судов (в среднем 145 операций ежедневно), из которых 58 % пришлось на авиацию общего назначения, 38 % — на рейсы военной авиации. 3 % составили рейсы аэротакси и 1 % — регулярные коммерческие рейсы. В данном периоде в аэропорту базировалось 42 воздушных судна, из них 38 % — однодвигательные самолёты, 10 % — многодвигательные. 29 % — реактивные лайнеры, 12 % — вертолёты и 12 % — военные суда.